# Manatsu Kimura
Pour les articles homonymes, voir Kimura.
Manatsu Kimura (木村 真那月, Kimura Manatsu), née le 25 janvier 2001, est une actrice japonaise.

## Filmographie sélective

### Au cinéma
- 2012 : Shokuzai (贖罪?) de Kiyoshi Kurosawa : Maki (enfant)

### À la télévision
- 2012 : Shokuzai (贖罪?) de Kiyoshi Kurosawa (série télévisée) : Maki (enfant)

### Doublage
- 2010 : Welcome to the Space Show (en) (宇宙ショーへようこそ, Uchū shō e yōkoso?) de Kōji Masunari (ja)